# Diocesi di Barahona
La diocesi di Barahona (in latino Dioecesis Barahonensis) è una sede della Chiesa cattolica nella Repubblica Dominicana suffraganea dell'arcidiocesi di Santo Domingo. Nel 2022 contava 249.000 battezzati su 460.000 abitanti. È retta dal vescovo Andrés Napoleón Romero Cárdenas.

## Territorio
La diocesi comprende le province dominicane di Barahona, Bahoruco, Independencia e Pedernales.
Sede vescovile è la città di Santa Cruz de Barahona, dove si trova la cattedrale di Nostra Signora del Rosario.
Il territorio è suddiviso in 24 parrocchie.

## Storia
La diocesi è stata eretta il 24 aprile 1976 con la bolla Ad animarum di papa Paolo VI, ricavandone il territorio dalla diocesi di San Juan de la Maguana.

## Cronotassi dei vescovi
Si omettono i periodi di sede vacante non superiori ai 2 anni o non storicamente accertati.
- Fabio Mamerto Rivas Santos, S.D.B. † (24 aprile 1976 - 7 dicembre 1999 dimesso)
- Rafael Leónidas Felipe y Núñez (7 dicembre 1999 - 23 febbraio 2015 ritirato)
- Andrés Napoleón Romero Cárdenas, dal 23 febbraio 2015

## Statistiche
La diocesi nel 2022 su una popolazione di 460.000 persone contava 249.000 battezzati, corrispondenti al 54,1% del totale.
| anno | popolazione | popolazione | popolazione | presbiteri | presbiteri | presbiteri | presbiteri                | diaconi | religiosi | religiosi | parrocchie |
| anno | battezzati  | totale      | %           | numero     | secolari   | regolari   | battezzati per presbitero | diaconi | uomini    | donne     | parrocchie |
| ---- | ----------- | ----------- | ----------- | ---------- | ---------- | ---------- | ------------------------- | ------- | --------- | --------- | ---------- |
| 1976 | ?           | 223.290     | ?           | 17         | 2          | 15         | 0                         |         | 15        | 48        | 11         |
| 1980 | 247.000     | 309.000     | 79,9        | 25         | 3          | 22         | 9.880                     |         | 22        | 49        | 12         |
| 1990 | 192.000     | 320.000     | 60,0        | 21         | 8          | 13         | 9.142                     |         | 15        | 53        | 12         |
| 1999 | 204.750     | 360.857     | 56,7        | 20         | 9          | 11         | 10.237                    | 1       | 11        | 33        | 13         |
| 2000 | 210.750     | 385.857     | 54,6        | 27         | 9          | 18         | 7.805                     | 1       | 18        | 33        | 13         |
| 2001 | 197.262     | 361.110     | 54,6        | 24         | 15         | 9          | 8.219                     | 2       | 9         | 12        | 15         |
| 2002 | 203.000     | 372.000     | 54,6        | 24         | 15         | 9          | 8.458                     | 2       | 9         | 45        | 17         |
| 2003 | 203.000     | 379.000     | 53,6        | 26         | 15         | 11         | 7.807                     | 2       | 11        | 45        | 20         |
| 2004 | 183.588     | 342.759     | 53,6        | 25         | 13         | 12         | 7.343                     | 2       | 12        | 45        | 20         |
| 2006 | 191.000     | 357.000     | 53,5        | 28         | 15         | 13         | 6.821                     | 1       | 13        | 40        | 20         |
| 2013 | 212.000     | 387.000     | 54,8        | 29         | 15         | 14         | 7.310                     | 2       | 17        | 43        | 23         |
| 2015 | 220.000     | 404.900     | 54,3        | 27         | 15         | 12         | 8.148                     | 4       | 12        | 50        | 24         |
| 2018 | 226.290     | 416.550     | 54,3        | 30         | 13         | 30         | 7.543                     | 3       | 17        | 53        | 24         |
| 2020 | 245.500     | 452.000     | 54,3        | 24         | 13         | 11         | 10.229                    | 3       | 12        | 48        | 24         |
| 2022 | 249.000     | 460.000     | 54,1        | 28         | 12         | 16         | 8.892                     | 3       | 18        | 47        | 24         |